# Полсон, Эндрю
Эндрю Полсон (англ. Andrew Paulson; 13 ноября 1958 года, Нью-Хейвен, США — 18 июля 2017 года, Лондон) — американский предприниматель, сын американского лингвиста и искусствоведа, профессора Рональда Полсона.
В начале своей карьеры сотрудничал с учёными-исследователями в области онкологии и неврологической физиологии в Госпитале Джонса Хопкинса, Йельском университете и в Океанографическом институте имени Вудса Хоула (англ. Woods Hole Oceanographic Institute). В студенческие годы вёл программу классической музыки на коммерческой радиостанции WYBC, а также стал основателем «Новой театральной труппы» (англ. The New Theater Company), в составе которой он был продюсером и режиссёром целого ряда спектаклей.
Окончил Йельский университет в 1981 году со степенью бакалавра по специализации «Французская литература и литературоведение»; кроме того, учился на аспирантском факультете драматического искусства в Йеле. С 1982 по 1986 годы жил в Берлине и Париже, где писал романы; с 1987 по 1993 год — жил в Париже, Лондоне и Милане и работал фотографом в сфере моды и рекламы. В этот период стал одним из соучредителей (вместе с Жилем Дюсеном) галереи концептуальной фотографии «Город и мир» (Urbi et Orbi), а также соучредителем студии графического дизайна «Pourriture Noble» (с Куртом Новаком).
В первый раз посетил Россию летом 1993 года по приглашению Дмитрия Хворостовского с целью подготовки фоторепортажа. Вскоре сосредоточился на открытии новых периодических изданий в Москве, в том числе: журнала «Деловые люди» под эгидой французской группы «Эрсан» (Groupe Hersant), независимой еженедельной газеты деловых новостей «Понедельник» (совместно с Леонидом Блаватником) и выходящей раз в две недели газеты «Вечерняя Москва» — газеты объявлений о концертах, спектаклях и прочих культурно-развлекательных мероприятиях.
Вскоре после дефолта в августе 1998 года вместе с Антоном Кудряшовым и Ильей Ценципером основал журнал «Афиша», специализирующийся на новостях и анонсах из области развлечений, который стал пробным камнем культурных событий Москвы и Санкт-Петербурга. В 2002 году началась публикация выходящего раз в две недели бесплатного иллюстрированного журнала «Большой город» с подзаголовком «Воскресное приложение несуществующей ежедневной газеты», а в 2003 году начал выходить глянцевый ежемесячный журнал о путешествиях «Афиша-Мир». ИД «Афиша» до сих пор задает тон издания независимых журналов в России, из него вышла целая плеяда журналистов, которые в настоящее время формируют политический ландшафт в стране. В 2005 году данный бизнес был приобретен российской медийной группой «Проф-медиа».
В 2006 году при участии Александра Мамута основал компанию «СУП», которая стала крупнейшей в России компанией в сфере Интернет-медиа и в которую входят «Живой журнал» (крупнейшая российская платформа для блогов и социальная сеть), «Чемпионат.com» (крупнейший в России веб-сайт спортивных новостей), «Газета.Ru» (крупнейший новостной Интернет-сайт в России), а также медийное агентство по организации кампаний в Рунете +SOL. В 2009 году издательский дом «Коммерсант» приобрёл долю в уставном капитале компании «СУП», Полсон сохранил пост председателя совета директоров этой компании.
В 2012 году основал компанию Agon, которая заключила долгосрочный эксклюзивный договор с ФИДЕ на организацию, развитие и коммерциализацию регулярных чемпионатов мира по шахматам. Входил в состав наблюдательных советов ряда благотворительных организаций, фондов и компаний, работающих в сфере технологий, в частности The Human Dignity Trust, Совета Вайденфельдского стипендиата в Оксфорде (англ. The Weidenfeld Scholarships at Oxford), State и M.I.P.R.
Скончался 18 июля 2017 года от рака.